# Трав'янчик товстодзьобий
Трав'янчик товстодзьо́бий (Amytornis goyderi) — вид горобцеподібних птахів з родини малюрових (Maluridae).

## Поширення
Ендемік Австралії. Поширений у центральних посушливих регіонах на межі Квінсленду, Південної Австралії та Північної Території. Мешкає у піщаних пустелях Сімпсон і Стшелецького.

## Опис
Дрібний птах, завдовжки 14—16 см. Спина, крила та хвіст темно-сіро-коричневі зі світло-коричневими і темними смужками. Голова червонувата з білими прожилками. Навколо очей є біле кільце. Горло, груди та живіт білі з рудуватими боками. Дзьоб короткий, міцний, світло-сірого кольору.